# Râul Sălătruc, Someș
Râul Sălătruc sau Râul Cășeiu este un curs de apă, afluent al râului Someș. 

## Hărți
- Harta județului Cluj